# Mike Shanahan

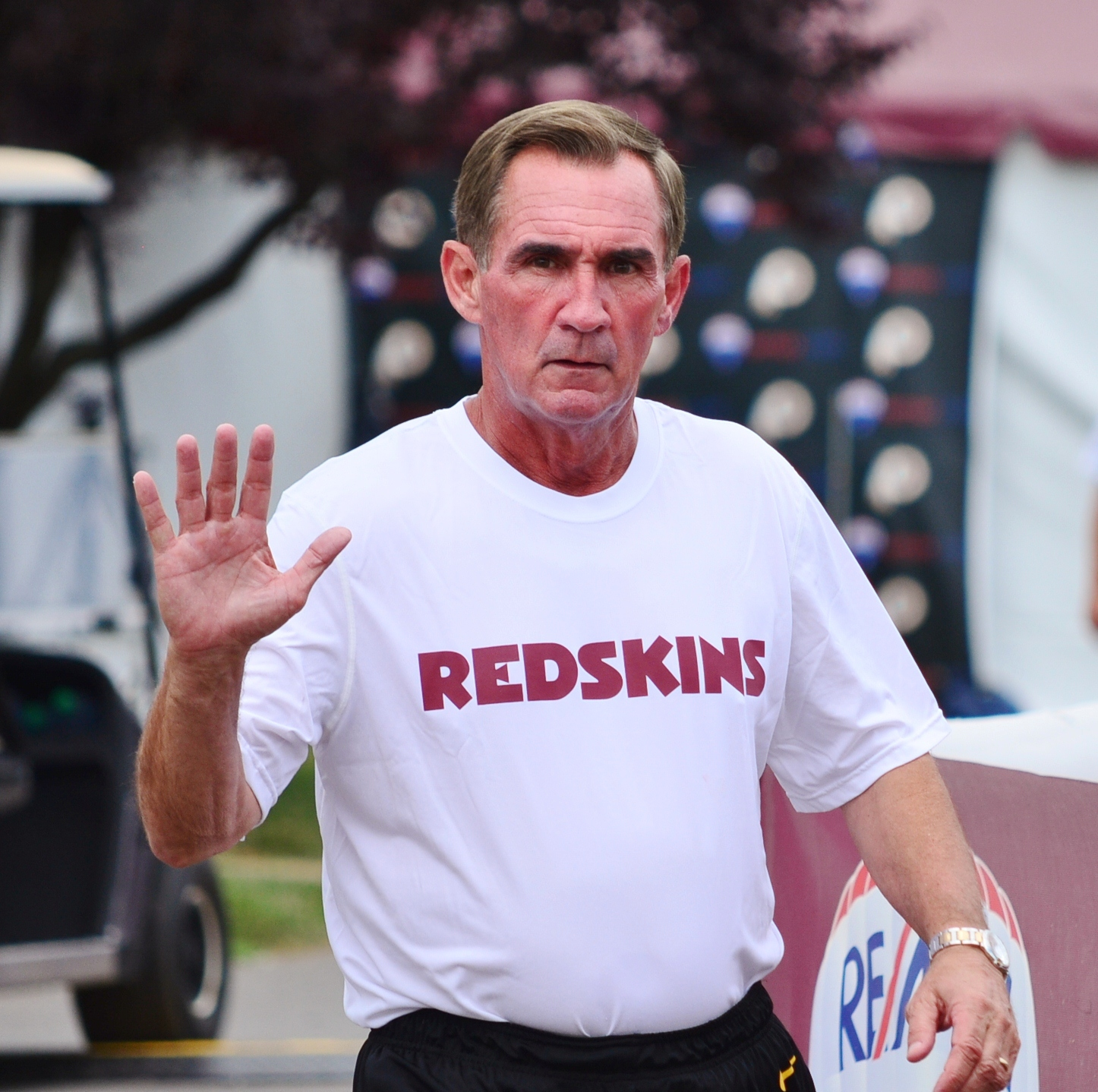
Mike Shanahan beim Training der Redskins (2012)

Michael Edward „Mike“ Shanahan (* 24. August 1952 in Oak Park, Illinois) ist ein US-amerikanischer Trainer im American Football. Bis Ende 2013 war er Head Coach der Washington Redskins in der National Football League (NFL). Zuvor trainierte er die Los Angeles Raiders und die Denver Broncos, mit denen er 1997 und 1998 den Super Bowl (Super Bowl XXXII und XXXIII) gewann.

## Leben
Shanahan spielte erfolgreich College Football für die Eastern Illinois University. In einem Training verletzte er sich an einer Niere und erlitt einen Herzstillstand. Seine Spielerkarriere musste er beenden und wechselte in den Trainerstab. Nach seinem Studium arbeitete er bis 1983 an verschiedenen Universitäten, vor allem als Offensive Coordinator.

## Trainerkarriere in der NFL

### Frühe Stationen
1984 wurde er Teil des Trainerstabes um Dan Reeves bei den Denver Broncos. 1988 wurde er zum ersten Mal Head Coach in der NFL. Die damaligen Los Angeles Raiders feuerten Shanahan aber noch vor Ende seiner zweiten Saison. Danach wurde er erneut Offensive Assistent bei den Denver Broncos. In den zunehmenden Streitigkeiten zwischen Head Coach Reeves und Quarterback John Elway geriet er zwischen die Fronten und musste 1991 die Broncos erneut verlassen.

### San Francisco 49ers
Shanahans erfolgreichsten Jahre als Trainer begannen mit seinem Engagement bei den San Francisco 49ers. Als Offensive Coordinator hatte er maßgeblichen Anteil am Gewinn des Super Bowls XXIX, in dem die 49ers die San Diego Chargers mit 49:26 schlugen.

### Denver Broncos
Durch seine Erfolge mit den 49ers erhielt Shanahan eine neue Chance als Head Coach in der NFL. 1995 übernahm er mit den Denver Broncos ein ambitioniertes Team, das jedoch noch keinen Super Bowl gewinnen konnte und in der Zeit von 1977 bis 1989 vier Endspiele verlor. Bereits in seinem dritten Jahr bei den Broncos konnte das Team den Super Bowl XXXII gewinnen. 1998 konnte der Titel sogar verteidigt werden. Shanahan gelang es in seiner Amtszeit immer wieder talentierte Runningbacks, auch spät in der NFL Draft, zu finden und zu fördern. Das Angriffsspiel seiner Mannschaft basierte auf einem guten Laufspiel. Im neuen Jahrtausend blieben die Erfolge aus und nachdem dreimal in Folge die Play-offs verpasst wurden, wurde Shanahan am 30. Dezember 2008 entlassen. Seine Bilanz mit den Broncos liegt bei 138 Siegen und 86 Niederlagen in der Regular Season und bei acht Siegen und fünf Niederlagen in den Play-offs. Damit ist er der erfolgreichste Trainer in der Geschichte der Denver Broncos.

### Washington Redskins
Von 5. Januar 2010 bis 30. Dezember 2013 war Mike Shanahan Head Coach und Vizepräsident der Washington Redskins. Sein Sohn Kyle war dort sein Offensive Coordinator.